# Fuker András (kereskedő)
Fuker András (Fucker András) (? – Eperjes, 1751) kereskedő.

## Élete
Apja, Fuker Márton gazdag borkereskedő volt, aki evangélikus vallásának üldöztetése miatt elvesztette vagyonát. 1717-ben Jénában tanult jogot és matematikát. Hazájába való visszatérte után borkereskedésből élt. Munkáiban leginkább a tokaji borral foglalkozott.

## Munkái
1. Comitatus Sarosiensis tabula. Eperiesini. 1733.
2. Montium viliferorum Tokaiensis, Tarczal, Tálya, Mád et reliquorum nec non regionis vicinae geographica repraesentatio. Eperiesini, 1749.

Kéziratban: Tokainum illustratum 1751. (végén életrajza németül)
Másik kéziratát Topographisch-historische Beschreibung der Stadt Eperjes, unokaöccse, Fuker Mátyás Szentpétervár rendőrkapitánya, aki orosz ezredes volt, magával vitte Oroszországba, előbb azonban egy másik unokaöccse lemásolta s ezt Sinckenthaler Pál iglói aljegyző latinra fordította.